# گراهام وایت (شناگر)
گراهام وایت (انگلیسی: Graham White؛ زادهٔ ۱۴ فوریهٔ ۱۹۵۱) شناگر اهل استرالیا بود.
وی در مسابقات کشوری و بین‌المللی در مجموع برندهٔ ۳ مدال طلا، ۱ مدال نقره شده‌است.